# Thika
Thika è un centro abitato del Kenya, capoluogo della contea di Kiambu.